# Keith Morris (zpěvák)
Keith Morris (* 18. září 1955) je americký zpěvák. V roce 1976 spolu s kytaristou Gregem Ginnem založil skupinu Black Flag, ze které odešel v roce 1979 a jejích další aktivit se již neúčastnil. Od roku 1979 působí s několika přestávkami ve skupině Circle Jerks a od roku 2009 je členem skupiny Off!, která v roce 2014 vydala album Wasted Years. Rovněž spolupracoval s dalšími hudebníky, mezi které patří například My Chemical Romance, Alkaline Trio nebo Bad Religion.